# إليزابيث مونرو
إليزابيث مونرو (بالإنجليزية: Elizabeth Monroe)‏ ولدت في (30 يونيو 1768م - وتوفيت في 23 سبتمبر 1830م)، زوجة رئيس الولايات المتحدة الخامس جيمس مونرو، وخامس سيدة أولى للولايات المتحدة الأمريكية.

## الولادة، والأهل، والطفولة
ولدت إليزابيث في مدينة نيويورك في 30 يونيو 1768، وكانت الابنة الصغرى لتاجر ثري اسمه لورانس كورترايت، وهانا (الاسم قبل الزواج أسبينوال) كورترايت. ولد الجد الأكبر الثاني لإليزابيث مونرو، كورنيليوس يانسن كورترايت، في كونتية هولندا بهولندا عام 1645، وهاجر إلى نيويورك في عام 1663. كما وُلد والد جان باستيانسون، باستيان فان كورتريك، في مدينة كورترايك في فلاندر ببلجيكا في عام 1586، وهاجر إلى هولندا عام 1615. وكان والد إليزابيث أحد مؤسسي غرفة تجارة نيويورك. خلال الحرب الثورية، كان مالكًا للعديد من القرصنة التفويضية المجهزة في نيويورك، كما وُثق امتلاكه لأربعة عبيد على الأقل. اشترى مناطق في ما يعرف الآن بمقاطعة ديلاوير، نيويورك، ومن بيع هذه الأراضي، تشكلت بلدة كورترايت، نيويورك.
اكتسبت إليزابيث النعم الاجتماعية والأناقة في سن مبكرة. نشأت في أسرة مع أربعة أشقاء أكبر سنًا: سارة، وهيستر، وجون، وماري. وفقًا لسجلات أبرشية كنيسة الثالوث، نيويورك، توفيت والدة إليزابيث، هانا، في 6 أو 7 سبتمبر 1777، عن عمر يناهز 39 عامًا. وسجل سبب الوفاة على أنه ناتج عن حمى النفاس. توفي شقيق مجهول الهوية لإليزابيث، يبلغ من العمر 13 شهرًا، بسبب الإسهال والحمى بعد بضعة أيام. دُفن كل من الأم والرضيع في كنيسة سانت جورج في نيويورك. في وقت وفاتهم، كانت إليزابيث تبلغ من العمر تسع سنوات. ولم يتزوج والدها مرة أخرى.
في 3 أغسطس 1778، بعد عام تقريبًا من وفاة والدة إليزابيث، دُمر منزل عائلة لورانس كورترايت تقريبًا بنيران أثناء حريق تسبب في أضرار وتدمير خمسين منزلًا بالقرب من مرفأ كروغر في مانهاتن السفلى. كتب مؤرخ في وقت لاحق أن هذا الحريق كان بسبب سوء إدارة القوات البريطانية أثناء توجيه رجال الإطفاء. نجت إليزابيث البالغة من العمر 10 أعوام مع والدها وإخوتها من الحريق سالمين.

## الخطوبة والزواج
لفتت إليزابيث انتباه جيمس مونرو لأول مرة في عام 1785 عندما كان في مدينة نيويورك كعضو في الكونغرس القاري. وصف ويليام غرايسون، ابن عم جيمس مونرو وزميله في الكونجرس من ولاية فرجينيا، إليزابيث وأخواتها بأنهم «ظهروا في إحدى المسرحيات بروعة وجمال» في إحدى الأمسيات. جيمس، البالغ من العمر ستة وعشرين عامًا، تزوج إليزابيث، وعمرها سبعة عشر عامًا، في 16 فبراير 1786، في منزل والدها في مدينة نيويورك. أجريت مراسم الزواج من قبل القس بنيامين مور، وسُجل في سجلات أبرشية كنيسة الثالوث، نيويورك. بعد شهر عسل قصير في لونغ آيلاند، عاد العروسان إلى نيويورك للعيش مع والدها حتى انتهاء الكونغرس. ولدت طفلتهما الأولى، التي أطلقوا عليه اسم إليزا كورترايت مونرو، في ديسمبر 1786 في ولاية فرجينيا.

## زوجة السفير
في عام 1794، عُين جيمس وزيرًا للولايات المتحدة في فرنسا من قبل الرئيس جورج واشنطن. في باريس، بصفتها زوجة الوزير الأمريكي في عهد الإرهاب، ساعدت في تأمين إطلاق سراح السيدة لافاييت، زوجة ماركيز دي لافاييت، عندما علمت بسجنها وهددت بالإعدام بالمقصلة. كما قدم آل مونرو الدعم والمأوى للمواطن الأمريكي توماس بين في باريس، بعد اعتقاله لمعارضته إعدام لويس السادس عشر. أثناء وجودها في فرنسا، أصبحت إليزا ابنة مونرو صديقة لأورتينس دي بوارنيه، ابنة زوجة نابليون، وتلقت الفتاتان تعليمهما في مدرسة مدام جين كامبان. استُدعي جيمس من منصبه كسفير عام 1796، بسبب دعمه لفرنسا في معارضة معاهدة جاي.

## زوجة الحاكم
عاد مونرو إلى فرجينيا، حيث أصبح حاكمًا. ولد ابنه جيمس مونرو الابن في عام 1799 لكنه توفي في عام 1801. خلال هذا الوقت، عانت إليزابيث من أول سلسلة من النوبات والانهيارات (ربما الصرع)، والتي لازمتها لبقية حياتها، وتسببت تدريجيًا في تقييد الأنشطة الاجتماعية. ولدت الطفلة الثالثة لمونرو، وهي ابنة أطلقوا عليها اسم ماريا هيستر، في فرجينيا في أوائل عام 1802.

## الحياة في بريطانيا العظمى
في عام 1803، عين الرئيس جيفرسون جيمس وزيرًا للولايات المتحدة في بريطانيا العظمى، وكذلك وزيرًا للولايات المتحدة في إسبانيا. وجدت إليزابيث أن المناخ الاجتماعي هناك أقل ملاءمة مما هو عليه في فرنسا، ربما لأن المجتمع البريطاني استاء من رفض الولايات المتحدة التحالف ضد فرنسا على الرغم من التغيير الحكومي. في عام 1804، أُرسل جيمس كمبعوث خاص إلى فرنسا للتفاوض بشأن شراء لويزيانا، بالإضافة إلى بقائه سفيرًا لدى كل من بريطانيا العظمى وإسبانيا. في نفس العام، دعا نابليون بونابرت آل مونرو لحضور تتويجه في باريس، كجزء من الوفد الأمريكي الرسمي.

## العودة إلى فيرجينيا وواشنطن
عاد آل مونرو إلى فرجينيا في عام 1807. فاز جيمس مونرو بالانتخابات وعاد إلى مجلس المندوبين في فرجينيا، واستأنف أيضًا حياته القانونية. في عام 1811، فاز مونرو في الانتخابات لفترة أخرى كحاكم لفيرجينيا، لكنه خدم أربعة أشهر فقط. في أبريل 1811، عين صديقه الرئيس جيمس ماديسون مونرو وزيرًا للخارجية، ووافق مجلس الشيوخ على ذلك. ومع ذلك، لم يكن لمونرو علاقة تذكر بحرب عام 1812، حيث كان الرئيس ماديسون وصقور الحرب في الكونجرس مهيمنين. خلال الحرب، بقيت إليزابيث بشكل أساسي في ولاية فرجينيا، في عقارات عائلة مونرو، وأوك هيل في لودون ولاحقًا أشلون-هايلاند في مقاطعات ألبمارل.
سارت الحرب بشكل سيئ للغاية، لذلك لجأ ماديسون إلى مونرو طالبًا للمساعدة، وعينه وزيرًا للحرب في سبتمبر 1814 بعد أن غزا البريطانيون العاصمة الوطنية وأحرقوا البيت الأبيض. استقال مونرو من منصبه كوزير للخارجية في 1 أكتوبر ولكن لم يُعين خليفة له على الإطلاق، لذلك تولى إدارة كلا المنصبين من 1 أكتوبر 1814 إلى 28 فبراير 1815. بصفته وزيرًا للحرب، صاغ مونرو خططًا لغزو كندا للمرة الثانية للفوز بالحرب، ولكن صُدقت معاهدة السلام في فبراير 1815، قبل أن تتحرك الجيوش شمالًا. لذلك، استقال مونرو من منصب وزير الحرب وأعيد تعيينه رسميًا وزيرًا للخارجية. بقي مونرو في الولاية حتى 4 مارس 1817، عندما بدأ فترة ولايته كرئيس جديد للولايات المتحدة.